# Общая собственность
О́бщая со́бственность — собственность нескольких лиц на одно и то же имущество. В общей собственности может находиться как неделимая вещь, так и делимая вещь, а также совокупность делимых и неделимых вещей, составляющих единое целое. Имущество может находиться в общей собственности с определением доли каждого (долевая собственность) или без определения таких долей (совместная собственность)
Наиболее характерен пример возникновения общей собственности при наследовании несколькими лицами имущества наследодателя. Иной характерный пример: приобретение вещи одним из супругов в браке.
Специфика правовой конструкции общей собственности заключается в том, что участники соответствующих правоотношений вступают в такие правоотношения не только с неограниченным кругом прочих лиц в отношении принадлежащего им имущества (абсолютные правоотношения), но в отношения между собой, которые определяют режим совместного владения, пользования и распоряжения имуществом (относительные правоотношения). При этом, по отношению к третьим лицам они выступают сообща.

## Виды общей собственности
Существуют долевая и совместная виды собственности.
К долевой относится собственность, при которой определена доля каждого из её участников, к совместной — собственность без определения долей. Соответственно этому различают право общей долевой собственности и право общей совместной собственности.

### Общая долевая собственность
Общая долевая собственность представляет собой отношения по принадлежности составляющего единое целое имущество одновременно нескольким лицам с определением их долей в праве на данное имущество. Размер долей конкретных участников отношений общей долевой собственности определяется либо законом (например, при наследовании по закону), либо соглашением участников общей долевой собственности (например, договор простого товарищества). Если размер долей участников долевой собственности не может быть определен на основании закона и не установлен соглашением её участников, доли признаются равными.
В российском праве общая собственность диспозитивно предполагается долевой, если законом не предусмотрено иное.

### Общая совместная собственность
Участники совместной собственности, если иное не предусмотрено соглашением между ними, сообща владеют и пользуются общим имуществом. Предусмотренными российским законодательством случаями общей совместной собственности являются общая совместная собственность супругов и собственность крестьянского (фермерского) хозяйства, садоводческого кооператива, приватизация имущества родственниками.
При этом совместная собственность неизвестна ни римскому, ни дореволюционному российскому праву, ни большинству современных зарубежных правопорядков.